# あれみた?
『あれみた?』は、毎日放送で2023年4月24日から放送されている日本のバラエティ番組。

## 概要
見取り図、アインシュタイン、ビスケットブラザーズをメインキャストに携え、お笑い芸人がヒットコンテンツを目指して様々なジャンルの企画に取り組む。当初は毎週月曜・火曜・水曜にそれぞれ3本ずつ、週9本のコンテンツを放送され、レギュラー陣は異なる曜日のレギュラーとして出演してきた。現在は毎週月曜の1時間番組として放送されている。また、レギュラー陣3組も合流し様々な企画に挑戦している。
番組名は放送の翌日に職場や学校で「あれ見た？」と話題になることを目指して決められた。
放送の1週間後から、放送内容を番組公式YouTubeで公開している。

## 出演者
- 見取り図 - 月曜レギュラー[2]
- アインシュタイン - 火曜レギュラー[2]
- ビスケットブラザーズ - 水曜レギュラー[2]

## イベント
あれみた？街バル ～あれみた？たべいこ！～
2023年12月16日・17日に梅田で開催された街バルイベント。

## ネット局
| 放送対象地域 | 放送局                | 系列    | 放送日時                     | 放送開始日    | ネット状況 | 備考  |
| ------------ | --------------------- | ------- | ---------------------------- | ------------- | ---------- | ----- |
| 近畿広域圏   | 毎日放送（MBS）       | TBS系列 | 月曜 23:56 - 翌0:53          | 2023年4月24日 | 制作局     |       |
| 福島県       | テレビユー福島（TUF） | TBS系列 | 水曜 23:56 - 翌0:55          | 2024年10月2日 | 遅れネット | [ 4 ] |
| 新潟県       | 新潟放送（BSN）       | TBS系列 | 木曜 1:00 - 2:00（水曜深夜） | 2025年4月10日 | 遅れネット |       |

### ネット配信
最新回配信は毎日放送の放送日基準のため、遅れネット局ではインターネット配信開始が放送より先行する。また、YouTubeによる最新回の配信もMBS動画イズムとTVerにおける無料配信期間後となる。
| 配信元        | 更新日時       | 配信期間 | 備考                             |
| ------------- | -------------- | -------- | -------------------------------- |
| MBS動画イズム | 火曜 0:53 更新 | 7日      | 毎日放送の最新回分限定で無料配信 |
| TVer          | 火曜 0:53 更新 | 7日      | 毎日放送の最新回分限定で無料配信 |
| MBS動画イズム | 過去分         | 過去分   | 有料見放題配信                   |

## スタッフ
- ナレーター：橋本のりこ
- 構成：武輪真人、中野貴至、友光哲也
- ロケTM：飯坂和也
- CAM：横垣哲也、高橋勉、野澤慎二、森祐太、草薙晃久、松本英司、篠原佑典、冨山雄大、廣田進哉、森一生、松山智、後前郁夫、藤原美咲【週替り】
- 音声：池田真一、中村太郎、森田順、満田博幸、溝端淳司、井上聖司、安田すすむ、徳島聡志、齋藤兆星、平野樹【週替り】
- 編集：加田晃紀、平賀雄貴、山下みゆき、中村明日香
- 音効：山本大輔、赤岩桃奈
- タイトル：廣瀬康次郎
- 美術：宮原大輔
- 編成・宣伝：清水康平（2024年8月12日-）
- デスク：西城栄里
- 協力：よしもとブロードエンタテインメント、戯音工房、イノセント、MBS企画、レジスタx1【毎週】、ロボッツ、マイシャ、View、フォレスト、エキスプレス、D:COMPLEX、menjoy、放送映画製作所【週替り】
- ディレクター：納塚真央【毎週】、谷村洋平、長渕純、山口香奈、津嶋綾葉、後藤真采、滝村展宏、岡田凌、武安皐大、岩下岳周、山内海、中井英雄、平野智也、大田遼、奥田香穂、中村俊之、川地晴也、堀之内結、神田もにか、吉岡海斗【週替り】
- AP：山中脩平、谷澤開人、大谷智郎、新垣こころ（谷澤・大谷・新垣→2024年8月12日-）
- MP：古田涼子（2024年8月12日-）
- プロデューサー：高橋滋己、金丸貴史、真鍋理恵、坂川綾那、後藤ちあき、竹本明香
- 制作協力：吉本興業
- 製作著作：MBS

### 過去のスタッフ
- 編成：八木航平、小竹聡美（共に2024年7月まで）
- 宣伝：上村真太朗、大澤久美、野中彩未（共に2024年7月まで）
- 協力：dalnaRl【週替り】
- AP：石井カオリ、松田奈々、西山扶三予（共に2024年7月まで）
- MP：山本高顕（2024年7月まで）
- プロデューサー：清水涼平、坂口大輔、田井中皓介、谷垣和歌子（共に2024年7月まで）